# 流蘇仿䲁
流蘇仿䲁（學名：Mimoblennius cirrosus），又稱流蘇擬䲁，為輻鰭魚綱鳚形目䲁科仿䲁屬的一種，分布於西印度洋紅海至波斯灣海域，深度0至25公尺，本魚體延長，稍側扁，頭頂無冠膜，眼上、鼻孔及頸背有觸鬚，體色淡粉紅色，全身佈滿紅色圓點，背鰭硬棘12-13枚、背鰭軟條17-19枚、臀鰭硬棘2枚、臀鰭軟條20-22枚，體長可達5.4公分，棲息在珊瑚礁區，以藻類及小型無脊椎動物為食，雌魚產附著性卵，雄魚有護卵行為，幼魚為浮游性，生活習性不明。